# 半光密光鰓魚
半光密光鰓魚（學名：Pycnochromis iomelas），為輻鰭魚綱鱸形目雀鯛科密光鰓魚屬的其中一種，分布於太平洋新幾內亞北部、澳洲大堡礁至薩摩亞群島與社會群島海域，深度3至35公尺，本魚體呈卵圓形且側扁，背鰭中部到鼻子為純黑色，從背鰭中部到尾鰭末端為白色，背鰭硬棘12枚、背鰭軟條13-14枚、臀鰭硬棘2枚、臀鰭軟條13-14枚，體長可達8公分，棲息在外海陡峭的珊瑚礁坡，單獨或成小群活動，以浮游生物為食，繁殖期時會成對出現，具領域性，雄魚會守護魚卵直到卵孵化，可做為觀賞魚。